# Voetbalkampioenschap van Harz 1912/13
In 1912/13 werd het vijfde voetbalkampioenschap van Harz gespeeld, dat georganiseerd werd door de Midden-Duitse voetbalbond. 
Preußen Halberstadt werd kampioen en plaatste zich zo voor de Midden-Duitse eindronde, waar de verloor van FC 02 Cöthen. 
Viktoria Wernigerode trok zich na twee, verloren, wedstrijden terug uit de competitie, de uitslagen werden geschrapt. Quedlinburger SV en Hohenzollern Wernigerode trokken zich voor de competitiestart terug. 

## 1. Klasse
| Plaats | Club                         | Wed.           | W              | G              | V              | Saldo          | Ptn.           |
| ------ | ---------------------------- | -------------- | -------------- | -------------- | -------------- | -------------- | -------------- |
| 1.     | FC Preußen 1909 Halberstadt  | 6              | 3              | 3              | 0              | 21:09          | 09:03          |
| 2.     | FC Askania Aschersleben      | 6              | 3              | 2              | 1              | 20:11          | 08:04          |
| 3.     | FC Germania Halberstadt      | 6              | 3              | 1              | 2              | 06:10          | 07:05          |
| 4.     | SC 1910 Halberstadt          | 6              | 0              | 0              | 6              | 04:21          | 00:12          |
| 5.     | FC Viktoria 1910 Wernigerode | Teruggetrokken | Teruggetrokken | Teruggetrokken | Teruggetrokken | Teruggetrokken | Teruggetrokken |
| 6.     | Quedlinburger SV 1904        | Teruggetrokken | Teruggetrokken | Teruggetrokken | Teruggetrokken | Teruggetrokken | Teruggetrokken |
| 7.     | FC Hohenzollern Wernigerode  | Teruggetrokken | Teruggetrokken | Teruggetrokken | Teruggetrokken | Teruggetrokken | Teruggetrokken |

|  | Kampioen, geplaatst voor Midden-Duitse eindronde |
|  | Teruggetrokken                                   |